# العلاقات السنغالية الميكرونيسية
العلاقات السنغالية الميكرونيسية هي العلاقات الثنائية التي تجمع بين السنغال وولايات ميكرونيسيا المتحدة.

## مقارنة بين البلدين
هذه مقارنة عامة ومرجعية للدولتين:
| وجه المقارنة                                              | السنغال                                              | ولايات ميكرونيسيا المتحدة |
| --------------------------------------------------------- | ---------------------------------------------------- | ------------------------- |
| المساحة (كم2)                                             | 196.72 ألف                                           | 702                       |
| عدد السكان (نسمة)                                         | 15.85 مليون                                          | 105.54 ألف                |
| الكثافة السكانية (ن./كم²)                                 | 80.57                                                | 15.03 ألف                 |
| العاصمة                                                   | داكار                                                | باليكير                   |
| اللغة الرسمية                                             | لغة فرنسية، اللغة الولوفية، باديارا ‏، اللغة البلنتية | لغة إنجليزية              |
| العملة                                                    | فرنك غرب أفريقي                                      | دولار أمريكي              |
| الناتج المحلي الإجمالي (بليون دولار)                      | 16.37 مليار                                          | 336.43 مليون              |
| الناتج المحلي الإجمالي (تعادل القوة الشرائية) بليون دولار | 36.62 مليار                                          | 365.27 مليون              |
| الناتج المحلي الإجمالي الاسمي للفرد دولار أمريكي          | 899                                                  | 3.02 ألف                  |
| الناتج المحلي الإجمالي للفرد دولار أمريكي                 | 2.33 ألف                                             |                           |
| مؤشر التنمية البشرية                                      | 0.466                                                | 0.640                     |
| رمز المكالمات الدولي                                      | +221                                                 | +691                      |
| رمز الإنترنت                                              | .sn                                                  | .fm                       |
| المنطقة الزمنية                                           | 00                                                   |                           |

## منظمات دولية مشتركة
يشترك البلدان في عضوية مجموعة من المنظمات الدولية، منها:
| علم المنظمة | اسم المنظمة                                 | تاريخ انضمام السنغال | تاريخ انضمام ولايات ميكرونيسيا المتحدة |
| ----------- | ------------------------------------------- | -------------------- | -------------------------------------- |
|             | مؤسسة التنمية الدولية                       | 31 أغسطس 1962        | 24 يونيو 1993                          |
|             | يونسكو                                      | 10 نوفمبر 1960       | 19 أكتوبر 1999                         |
|             | وكالة ضمان الاستثمار متعدد الأطراف          | 12 أبريل 1988        | 11 أغسطس 1993                          |
|             | الأمم المتحدة                               | 28 سبتمبر 1960       | 17 سبتمبر 1991                         |
|             | مجموعة دول أفريقيا والكاريبي والمحيط الهادئ | ?                    | ?                                      |
|             | البنك الدولي للإنشاء والتعمير               | 31 أغسطس 1962        | 24 يونيو 1993                          |
|             | الاتحاد الدولي للاتصالات                    | 15 نوفمبر 1960       | 18 مارس 1993                           |
|             | منظمة حظر الأسلحة الكيميائية                | ?                    | ?                                      |
|             | مؤسسة التمويل الدولية                       | 31 أغسطس 1962        | 24 يونيو 1993                          |
|             | المركز الدولي لتسوية المنازعات الاستشارية   | 21 مايو 1967         | 24 يوليو 1993                          |

## وصلات خارجية
- موقع وزارة الخارجية السنغالية